# IBM PC Convertible
IBM PC Convertible (IBM 5140) — первый ноутбук, выпущенный компанией IBM 3 апреля 1986 года, а также первый компьютер этой фирмы, снабжённый дисководами для 3,5"-дискет. Подобно современным ноутбукам, он был способен работать от батарей и имел функции управления питанием. IBM Convertible с номером модели 5140 пришёл на замену IBM Portable.
Он использовал КМОП-версию процессора Intel 8088 — процессор Intel 80c88, работающий на частоте 4,77 МГц, был снабжён 256 Кб оперативной памяти (расширяемой до 512 Кб), а также двумя дисководами для 3,5"-дискет объёмом 720 Кб и CGA-совместимым монохромным ЖК-дисплеем. Компьютер имел вес в 5,8 кг и был оборудован встроенной ручкой для переноски. Цена составляла $1995.
PC Convertible имел порт на основе шины ISA для модулей расширения, таких как платы расширения порта принтера и видеовыхода. Компьютер также мог быть снабжён внутренним модемом. Возможности установки жёсткого диска предусмотрено не было.
По нажатию кнопки выключения питания компьютер не выключался, а переходил в ждущий режим, что позволяло избежать процесса повторной загрузки при последующем включении.
Дисплей был недостаточно большим по высоте, поэтому символы текста и графика были сжаты по вертикали примерно в два раза относительно своего нормального размера, выводимого настольными IBM PC-совместимыми компьютерами. Разрешение составляло 80×25 символов в текстовом режиме и 640×200 и 320×200 в графических режимах.
По целому ряду причин продажи Convertible были очень неудачные. Т.к. компьютер имел большой вес. Был недостаточно производительным для своего времени (несмотря на использование нового процессора) и не имел традиционных разъёмов LPT- и COM-портов (поддержка этих портов осуществлялась модулями расширения), а с ЖК-дисплея, не имеющего подсветки и с нестандартным соотношением сторон, из-за чего  читать текст было проблематичным. Также ему пришлось конкурировать с более быстрыми переносными компьютерами на основе процессора Intel 80286, опционально снабжавшимися жёсткими дисками таких компаний, как Compaq, и более лёгкими и дешёвыми при примерно тех же функциональных возможностях лэптопами компаний вроде Toshiba.
В 1991 году на смену IBM PC Convertible был выпущен IBM PS/2 L40 SX, который стал предшественником серии ноутбуков ThinkPad.